# 疾行舞蛛
疾行舞蛛（学名：Alopecosa cursor）为狼蛛科舞蛛属的动物。分布于欧洲、俄罗斯以及中国大陆的西藏、新疆等地，常见于草丛以及树林。该物种的模式产地在欧洲。